# Nisargadatta Maharaj

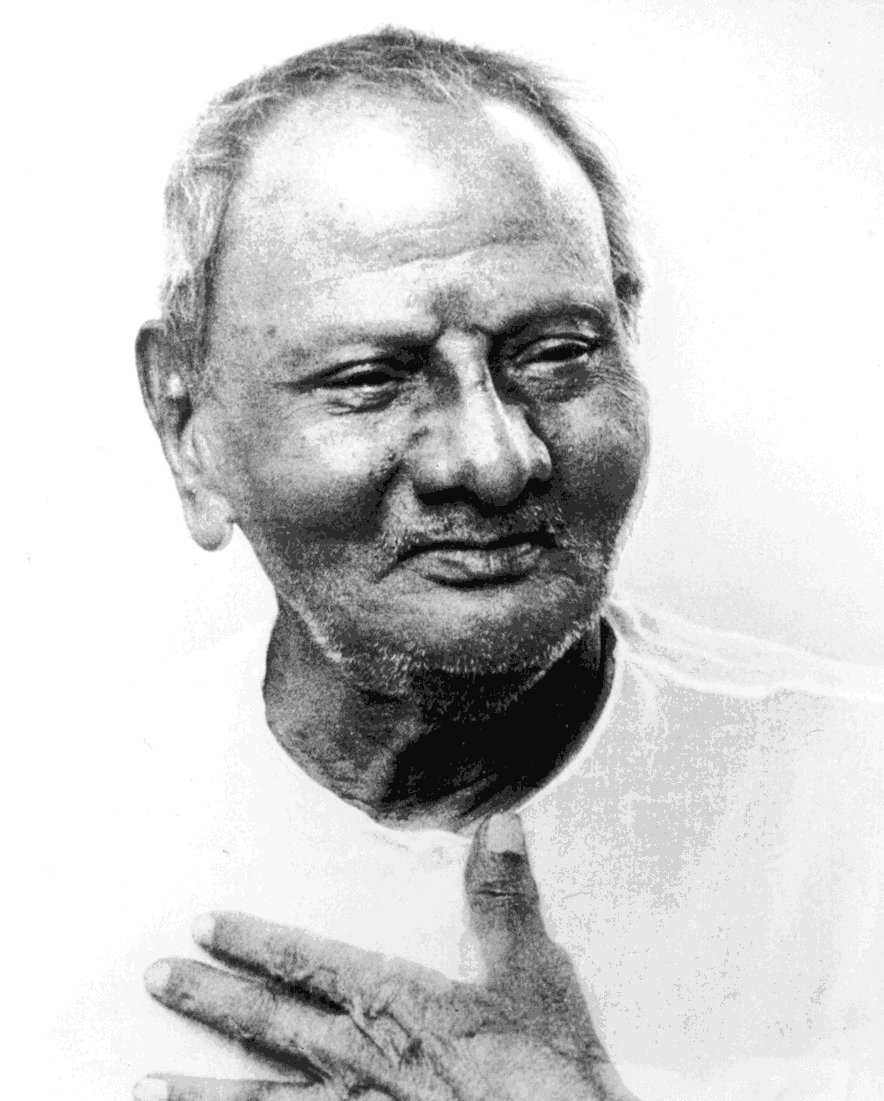
Nisargadatta Maharaj

Sri Nisargadatta Maharaj, geboren als Maruti Shivrampant Kambli (Bombay, 17 april 1897 – aldaar, 8 september 1981) was een spirituele leraar.

## Levensloop
Maharaj werd geboren rond 1897 en groeide op als boerenzoon in de Indiase staat Maharashtra. Door armoede gedwongen verhuisde hij naar Bombay, waar hij een winkeltje begon en bidi's -Indiase sigaretjes-, ging produceren en verkopen. Hij was een leerling van Sri Siddharameshwar Maharaj, een goeroe van de Navanath Sampradaya, een non-dualistische religieuze stroming. Zijn leraar overleed op jonge leeftijd. Hij gaf Nisargadatta als enige instructie mee aan hem te blijven denken en zich te concentreren op  "I am". Toen hij in de dertig was liet Nisargadatta huis en haard achter en vertrok als wereldverzaker naar de Himalaya. Niemand verwachtte hem ooit nog terug te zien, maar na drie jaar keerde hij terug naar zijn gezin. Hij was tot het inzicht gekomen dat een werelds bestaan geen beletsel hoeft te zijn voor een spiritueel leven.
Hij werd erkend als goeroe van de Navanath Sampradaya en bouwde op het dak van zijn huis een ruimte waar hij gasten ontving en uitleg verschafte over zijn inzichten. Toen hij wat ouder werd nam zijn zoon de bidiwinkel over, zodat hij alle tijd vrij had. Nisargadatta's onderricht concentreerde zich op de kern van het bewustzijn, het zuivere 'gewaarzijn'. Door iedere vorm van identificatie met de wereld, het lichaam, de persoonlijkheid en het denken consistent af te wijzen, en volledige vereenzelviging met dit gewaarzijn na te streven, zou directe realisatie van een universeel en onpersoonlijk 'Zelf' bereikt kunnen worden. Deze benadering wordt 'Advaita Vedanta' genoemd, ofwel 'non-dualisme'. Nisargadatta had weinig op met goden, rituelen en verhalen over reïncarnatie. Ook waarschuwde hij regelmatig voor dubieuze goeroes. Door middel van toewijding, meditatie en vooral helder analytisch denken zou de mens de angsten en verlangens kunnen overwinnen die hem beletten zijn ware Zelf te leren kennen. Deze op het verwerven van inzicht en wijsheid gerichte methode wordt jnana-yoga genoemd.
Vanaf de jaren 60 kreeg Nisargadatta steeds meer westerse spiritueel geïnteresseerden op bezoek. In 1982 verscheen zijn belangrijkste boek, 'I am That', dat op basis van het dagelijks onderricht werd samengesteld door Maurice Frydman. Een Nederlandse leerling was de muzikant Alexander Smit, die zich vanaf 1985 onder de naam Sri Parabrahmadatta Maharaj als spiritueel leraar zou ontpoppen, eerst in Utrecht, toen in Baarn en later in zijn woonplaats Amsterdam. Bekendheid verwierf ook Wolter Keers, een discipel van Krishna Menon ofwel Atmananda. Hij vertaalde onder meer 'I am That' in het Nederlands.
Nisargadatta, die heel zijn leven lang stevig had gerookt, overleed in 1981 aan keelkanker. Zelfs toen hij al ernstig ziek was, bleef hij vrijwel dagelijks onderricht geven. Deze latere gesprekken kenmerken zich door een nog directere, niets-ontzienende stijl van onderricht, ontdaan van iedere onnodige versiering of verzachting en slechts gericht op de enkeling die alleen nog geïnteresseerd is in de essentie. Zelfs het lezen van deze gesprekken is een compromisloze confrontatie met de illusie van het individuele en persoonlijke. In de woorden van Nisargadatta: "Dit is de plek waar al je hoop, verwachtingen en verlangens volkomen uit elkaar vallen, worden vernietigd."
Er zijn verschillende boeken samengesteld met gesprekken uit deze laatste jaren van Nisargadatta's leven, in het bijzonder de boeken van zijn leerling en volgeling Jean Dunn (1921-1996). Deze boeken, waaronder 'De Kiem van het Bewustzijn' (oorspronkelijk: 'Seeds of Consciousness'), zijn ook in het Nederlands uitgegeven.
De belangrijkste leerling en opvolger van Nisargadatta als goeroe binnen de Navanath sampradaya was Ramesh Balshekar (1917-2009), een voormalige bankdirecteur die na zijn pensioen bij Nisargadatta in de leer ging en lange tijd optrad als zijn vertaler. Een belangrijke uitspraak van hem was: "in mijn wijsheid ontdek ik dat ik niets ben en in mijn liefde ontdek ik dat ik alles ben".

## Werken
- Self Knowledge & Self Realisation, Bombay: Ram Narayan Chavhan, 1963 (Zelfkennis en zelfrealisatie, Amsterdam: Samsara, 2017, ISBN 9789491411663)

- I Am That (ed. Maurice Frydman), Bombay: Chetana, 1973, ISBN 978-8185300450 (Ik Ben / Zijn, Haarlem: Altamira, 2004, ISBN 978-9069636412)
- Pointers from Nisargadatta Maharaj (ed. Ramesh S. Balsekar), Bombay: Chetana, 1982, ISBN 978-0893860042 (Vingerwijzingen van Shri Nisargadatta Maharaj, Deventer: Ankh-Hermes, 1982, ISBN 978-9020240757)
- Seeds of Conciousness (ed. Jean Dunn), NC: Acorn Press, 1982, ISBN 978-0893860257 (De Kiem van het Bewustzijn, Hillegom: Inzicht, 2015, ISBN 978-9077908112)
- Prior to Consciousness (ed. Jean Dunn), New York: Grove Press, 1985, ISBN 978-8185300351 (Dat wat ik ben, Amsterdam: Samsara, 2016, ISBN 9789491411335)
- The Nectar of the Lord's Feet (ed. Robert Powell), Longmead en Shaftesbury (Dorset): Element Books, 1987, ISBN 978-1852300111 opnieuw uitgegeven als The Nectar of Immortality, San Diego: Blue Dove Press, 2001, ISBN 978-1884997136 (Zelfrealisatie, Amsterdam: Samsara, 1988 en 2020, ISBN 9789492995421)
- The Ultimate Medicine (ed. Robert Powell), San Diego: Blue Dove Press, 1994, ISBN 978-1556436338 (De ultieme werkelijkheid, Heemstede: Altamira, 1992, ISBN 9789069632285)
- Consciousness and the Absolute (ed. Jean Dunn), Durham: Acorn Press, 1994, ISBN 978-0893860417 (Bewustzijn en het absolute, Heemstede: Altamira, 1996 en Amsterdam: Samsara, 2020, ISBN 9789492995711)
- The Experience of Nothingness (ed. Robert Powell), San Diego: Blue Dove Press, 1996, ISBN 978-1884997143 (Het ervaren van niets, Hillegom: Inzicht, 2017, ISBN 9789077908181)
- Gleanings from Nisargadatta (ed. Mark West), Beyond Description Publishing, 2006
- Beyond Freedom (ed. Maria Jory), Mumbai: Yogi Impressions, 2007, ISBN 978-8188479283
- I Am Unborn (ed. Damodar Lund en Pradeep Apte), 2007
- The Nisargadatta Gita (ed. Pradeep Apte), ISBN 978-0984776764, 2008 (De Nisargadatta Gita, Cothen: Juwelenschip, 2010, ISBN 9021561417)
- De bron van het zijn: onuitgegeven gesprekken (ed. Douwe Tiemersma), Heienoord: Advaita, 2010, ISBN 907719407X
- Meditations with Sri Nisargadatta Maharaj (ed. Dinkar Kshirsagar en Suresh N. Mehta), Mumbai: Yogi Impressions, 2014, ISBN 978-9382742197 (Nisargadatta in woord en beeld, Amsterdam: Samsara, 2008, ISBN 9077228608 en Momenten van verstilling, Hillegom: InZicht, 2016, ISBN 9789077908150)
- Nothing is Everything (ed. Mohan Gaitonde), Mumbai: Zen Publications, 2014, ISBN 978-9382788973 (Niets is alles, Amsterdam: Samsara, 2015, ISBN 9789077908105)
- Self-Love (ed. Dinkar Khsirsagar), Mumbai: Zen Publications, 2017, ISBN 978-0984776764
- The Earliest Discourses: Meditations from 1954-1956 (ed. Shankarrao B. Daygude en Dinkar Kshirsagar), Mumbai: Zen Publications, 2020, ISBN 978-9387242388
- Nisargadatta Upanishad (ed. Philip Renard), Amsterdam: Samsara, 2022, ISBN 9789493228610